# カザルブッターノ・エドゥニーティ
カザルブッターノ・エドゥニーティ（伊: Casalbuttano ed Uniti）は、イタリア共和国ロンバルディア州クレモナ県にある、人口約3,700人の基礎自治体（コムーネ）。

## 地理

### 位置・広がり

#### 隣接コムーネ
隣接するコムーネは以下の通り。
- ボルドラーノ
- カザルモラーノ
- カステルヴェルデ
- カステルヴィスコンティ
- コルテ・デ・コルテージ・コン・チニョーネ
- オルメネータ
- パデルノ・ポンキエッリ
- ポッツァーリオ・エドゥニーティ

### 気候分類・地震分類
気候分類では、zona E, 2389 GGに分類される。
また、イタリアの地震リスク階級 (it) では、zona 3 (sismicità bassa) に分類される
。